# Heinrichstraße 35 (Quedlinburg)

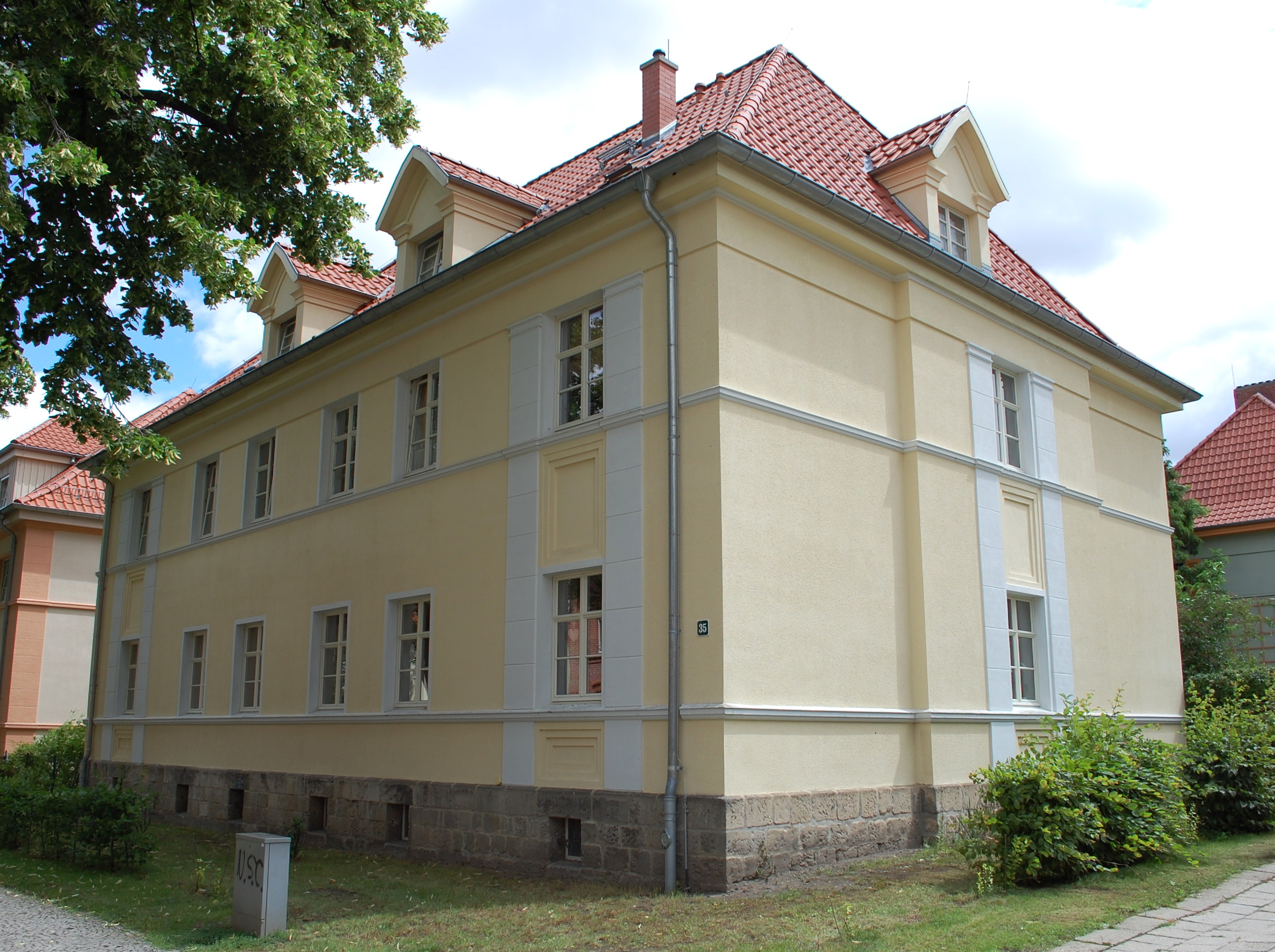
Heinrichstraße 35

Das Haus Heinrichstraße 35 ist denkmalgeschütztes Haus in Quedlinburg in Sachsen-Anhalt.

## Lage
Das im Quedlinburger Denkmalverzeichnis eingetragene Wohnhaus befindet sich südlich der Quedlinburger Altstadt im Stadtteil Süderstadt an der Einmündung der Theophanostraße auf die Heinrichstraße.

## Architektur und Geschichte
Das zweigeschossige Wohnhaus entstand in den 1920er Jahren auf einem Sockel aus Natursteinen. Es besitzt kräftige Gesimse und aufgesetzte Wandvorlagen. Auf dem Dach befinden sich kleine Dachhäuser. Diverse Fenster des Hauses sind aus der Bauzeit erhalten.